# Atena respinge Efesto
Atenea respinge Efesto è un'opera del pittore Paris Bordone, realizzata tra gli anni 1555 e 1560.

## Il soggetto
Efesto, dio del fuoco e della metallurgica, creatore delle armi e degli oggetti degli dei olimpici e conosciuto come Vulcano nei miti romani, viene caratterizzato nel mito per la sua bruttezza, la sua collera e anche per le infedeltà della sua moglie, la dea Afrodite, causa di risate e invidie di altri dei. Secondo quanto raccontato dal Pseudo-Apollodoro, in occasione di una visita da parte della dea Atena, accorsa alla fucina del dio per una commissione di armi, Efesto perse il controllo e tentò di possederla. Disgustata per l'aggressione, la dea vergine rifiutò il dio e si pulì la coscia dai resti di seme eiaculato: gettando a terra il panno, inavvertitamente ingravidò Gea, la Dea primordiale della Terra, che a sua volta partorì Erittonio, colui che diventerà, sempre secondo il mito, il primo re di Atene, città sacra alla dea Atena. Il nome di Erittonio infatti potrebbe derivare da ἔρις èris (contesa) e χθών chthṑn, (terra), oppure per quanto riguarda la prima parte da ἔριον èrion (lana, con cui Atena si pulì dallo sperma di Efesto).

## L'opera
Efesto, seminudo e rappresentato nella metà sinistra del quadro, afferra Atena, in disegnata in diagonale parallela a quella del dio, per il braccio. Quest'ultima viene raffigurata con il suo gesto di disprezzo verso il dio, mentre la coscia scoperta sembra presagire l'epilogo dello sfortunato incontro.
Secondo studi recenti del Museum of Art and Archaeology dell'Università del Missouri, che lo ha in custodia, il quadro può essere stato parte di un ciclo murale decorativo nelle pareti o il tetto di una casa veneziana.